# Winx Club - Missione Enchantix
Winx Club - Missione Enchantix (Winx Club - Mission Enchantix) è un videogioco del 2008 sviluppato dalla Powerhead Games e pubblicato dalla Konami per Nintendo DS. Il gioco è ispirato al cartone animato Winx Club.
Il videogioco è stato distribuito in Europa nel marzo 2008, mentre negli Stati Uniti ad ottobre dello stesso anno, dopo essere stato inizialmente annunciato per maggio.

## Colonna sonora
1. Earth Day
2. Expresolicious
3. Get Up
4. Lay It Down
5. Music Abounds
6. Outfit For a Princess
7. Solaria Danceria
8. Sparx on Fire
9. Tears for Tecna
10. Valtor's Lament

## Trama
Le Winx devono fermare il malvagio Valtor che vuole diventare lo stregone più potente della Dimensione Magica, rubando tutti i poteri e gli incantesimi più potenti che ci siano. Per fermarlo le Winx devono acquisire l'Enchantix.

## Modalità di gioco
Il gioco consiste nell'affrontare delle prove con ogni Winx Enchantix. Composto da dieci capitoli, alcuni livelli si possono superare solamente con due o tre Winx, anziché una.